# Elaphanthera baumannii
Elaphanthera baumannii là một loài thực vật có hoa trong họ Santalaceae. Loài này được (Stauffer) N.Hallé mô tả khoa học đầu tiên năm 1988.